# Tahir Elçi
Tahir Elçi, né en 1966 à Cizre et mort assassiné le 28 novembre 2015 à Diyarbakır, est un avocat et bâtonnier turc d'origine kurde. Il est particulièrement connu en tant que défenseur de la cause kurde et des droits de l'homme. Son assassinat en novembre 2015 ravive les tensions entre le pouvoir turc et la population kurde dans le sud-est de la Turquie, d’autant que des révélations et des enquêtes semblent indiquer qu’il aurait été tué par la police turque.

## Biographie
Né en 1966 à Cizre, bourgade célèbre dans l'histoire du peuple kurde, Tahir Elçi devient avocat pénaliste. Il s'engage dans le combat pour les droits et la justice et gagne plusieurs procès devant la Cour européenne des droits de l'homme contre l'État turc. 
Considéré comme une « figure modérée de premier plan de la cause kurde », Tahir Elçi était la cible de critiques de la part des médias pro-governmentaux. Bien que recevant des menaces de mort, l'État turc n'avait pas jugé nécessaire de lui octroyer une protection.
Peu de temps avant son meurtre, il est arrêté en pleine nuit dans son bureau et inculpé pour apologie du terrorisme, avant d'être remis en liberté sous contrôle judiciaire.
Tahir Elçi est assassiné par balles le 28 novembre 2015,, selon toute vraisemblance par la police turque. Plusieurs dizaines de milliers de personnes assistent à ses obsèques à Diyarbakır.

## Controverse sur sa mort

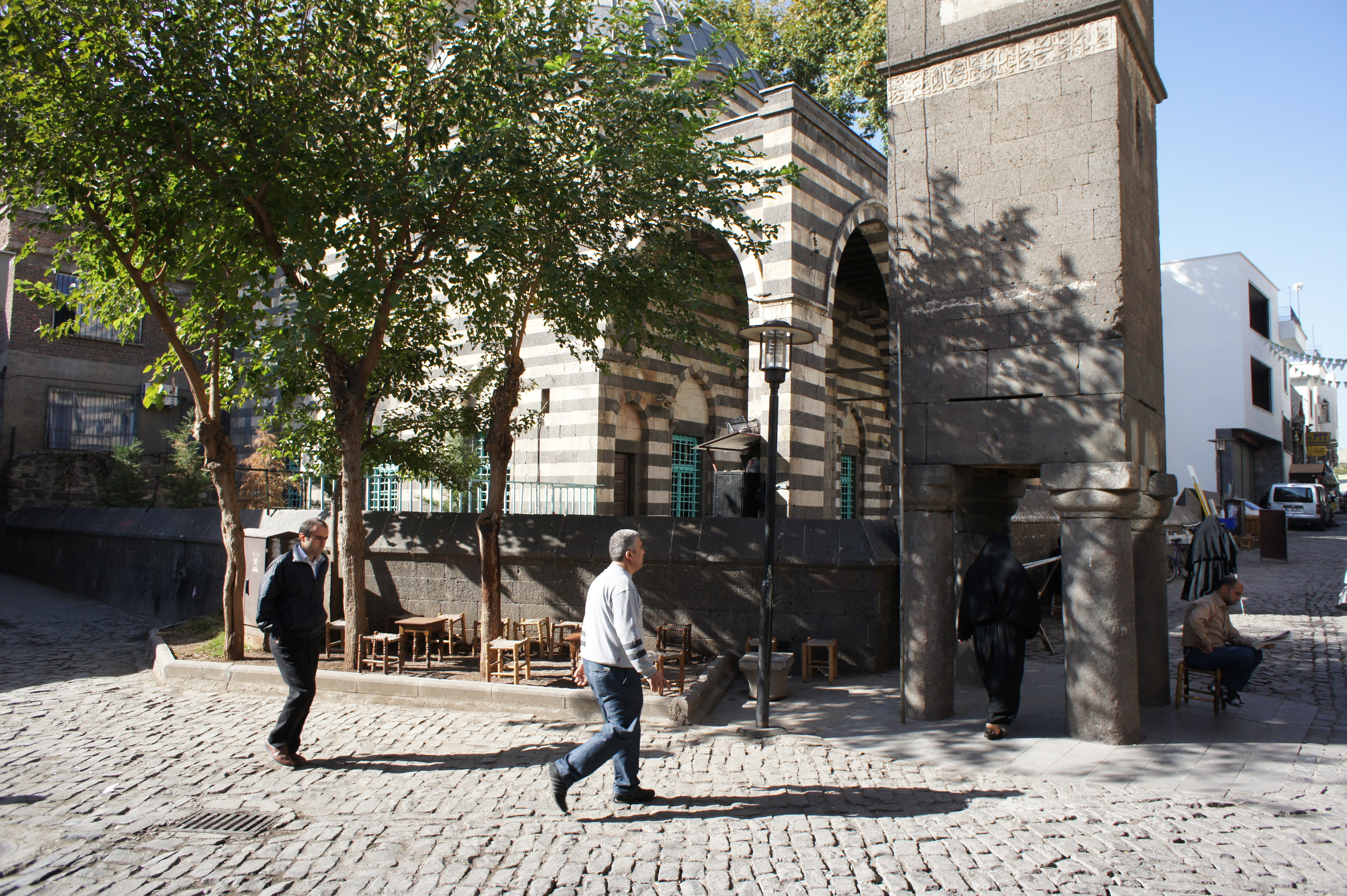
Le minaret à quatre pieds : le lieu de l'assassinat de Tahir Elçi.

Des sources turques ont déclaré que Tahir Elçi est mort dans une fusillade. Cependant le Parti démocratique des peuples (HDP) a dit que c'était un « assassinat prévu », des protestations ont éclaté en Turquie après l'assassinat d'Elçi.
Son frère, Ahmet, rétorque que son frère a été "assassiné par l'État".
Un fonctionnaire turc publie une déclaration disant que "nous ne pouvons pas exclure la possibilité qu'un tiers l'a directement ciblé".
À la suite de cela, lors de manifestations antigouvernementales, la foule crie : « Vous ne pouvez pas tous nous tuer »,.